# Frontera entre Somalia y Yibuti
La frontera entre Yibuti y Somalia es el límite entre las repúblicas de Yibuti y Somalia (Somalilandia entre 1888 y 1960 y desde 1991).

## Definición
El final litoral de este límite se fija en Loyada («pozo de Hadou» en el texto) por las notas intercambiadas el 2 y el 9 de febrero de 1888 entre el embajador de Francia en Londres, William Henry Waddington y Robert Arthur Talbot Gascoyne-Cecil, primer ministro y ministro británico de asuntos exteriores. Este punto fue reconocido por los representantes de ambas partes en 1890 y se amojonó oficialmente el 20 de octubre de 1933.
El otro extremo de esta frontera se estableció después de una negociación tripartita (autoridades coloniales francesas de Yibuti, autoridades coloniales británicas de Somalilandia y Etiopía) en el punto de triple unión que se extiende entre marzo de 1933 y abril de 1934. El punto se fijó en "Medha-Djallelo" el 18 de abril de 1934.
Esta frontera no ha sido amojonada, aparte su extremidad litoral, ni incluso delimitada. Solo está definida como la recta entre estos dos puntos precisamente identificados.